# Čaršijska mahala (Tuzla)
Čaršijska mahala, nekad Hadži Hasanova mahala i Isa-begova mahala je mahala u Tuzli i spada među najstarije u Tuzli. Datira iz vremena prijelaza 15. u 16. stoljeće. Nalazila se pored drevnog Solnog trga i u njoj je bilo 35 kuća.
Godine 1548. spominje se kao Hadži Hasanova mahala. U drugoj polovici 17. stoljeća je unutar tvrđave Palanke. Imala je džamiju, čaršiju, Solni trg, dio s javnim sadržajima i drugo.
Mahale u Tuzli dobile su imena po vjerskim objektima jer su nastale uz njih. Ova se mahala prvo zvala Isa-begova, pa Hadži Hasanova. Nazvana je po imenu Hadži Hasanove džamije oko koje se razvila Stara Čaršija u 16. stoljeću. Urbanom razvitku mnogo je pridonio Turali-beg, najveći tuzlanski vakif. Mahala se razvila oko Hadži Hasanove džamije ili kasnije poznate kao Čaršijska džamija. Džamija i s njome mahala ponijele su ime Čaršijska zato što je džamija podignuta dijelu naselja tada opasanog opasan visokom drvenom ogradom, a dio unutar ograde zvalo se čaršijom. Čaršija odnosno mahala imala je mnoštvo poslovnih objekata poput dućana, obrtničkih radionica, magaza, hanova i ostalog i sastojala se od nekoliko ulica